# Willard Tibbetts
Willard Tibbetts (né le 26 mars 1903 à Boston et décédé le 28 mars 1992 à Brewster) est un athlète américain spécialiste du demi-fond. Mesurant 1,70 m pour 59 kg, son club était le Harvard Crimson.

## Biographie

### Palmarès
| Date | Compétition           | Lieu  | Résultat | Épreuve            | Performance |
| ---- | --------------------- | ----- | -------- | ------------------ | ----------- |
| 1924 | Jeux olympiques d'été | Paris | 3e       | 3 000 m par équipe | 25 pts      |

### Records
| Épreuve      | Performance  | Lieu | Date |
| ------------ | ------------ | ---- | ---- |
| 3 000 mètres | 8 min 49 s 8 |      | 1924 |